# Michael Ruffin
Michael David Ruffin (Denver, 21 gennaio 1977) è un allenatore di pallacanestro ed ex cestista statunitense, di ruolo ala grande, professionista nella NBA.

## Carriera
È stato selezionato dai Chicago Bulls al secondo giro del Draft NBA 1999 (32ª scelta assoluta).

## Palmarès
- Liga catalana: 1

Lleida: 2002
- Copa Príncipe de Asturias: 1

Obradoiro: 2011